# Warchoły (gmina)
Warchoły (od 1973 Andrzejewo) – dawna gmina wiejska istniejąca do 1954 roku w woj. białostockim/woj. warszawskim (dzisiejsze woj. mazowieckie). Nazwa gminy pochodzi od wsi Warchoły, lecz siedzibą władz gminy było Andrzejewo.
Za Królestwa Polskiego gmina Warchoły należała do powiatu ostrowskiego w guberni łomżyńskiej. 19 maja?/31 maja 1870 do gminy przyłączono pozbawiony praw miejskich Andrzejów (Andrzejewo).
Przez większą część okresu międzywojennego gmina Warchoły należała do powiatu ostrowskiego w woj. białostockim. 1 kwietnia 1939 roku gminę Warchoły wraz z całym powiatem ostrowskim przyłączono do woj. warszawskiego.
Po wojnie gmina zachowała przynależność administracyjną. 1 lipca 1952 roku gmina była podzielona na 27 gromad. Gmina została zniesiona 29 września 1954 roku wraz z reformą wprowadzającą gromady w miejsce gmin. Jednostki nie przywrócono 1 stycznia 1973 roku po reaktywowaniu gmin, utworzono natomiast jej terytorialny odpowiednik, gminę Andrzejewo.